# Jean-Herbert Austin
Jean-Herbert Austin (né le 23 février 1950 à Port-au-Prince en Haïti) est un joueur de football international haïtien, qui évoluait au poste de défenseur et milieu de terrain.

## Biographie

### Carrière en club
Il joue commence sa carrière en jouant avec l'Université de New York aux États-Unis, puis évolue avec le Violette Athletic Club en Haïti.

### Carrière en équipe nationale
Avec l'équipe d'Haïti, il figure dans le groupe des sélectionnés lors de la Coupe du monde de 1974. Il ne joue toutefois aucun match lors du mondial organisé en Allemagne.